# Bataille de Pamproux
 (février 2025).
Guerres de Religion
Batailles
Guerres de Religion en France
Prélude
- Mérindol (1545)
- Amboise (1560)
- Colloque de Poissy (1561)

Première guerre de Religion (1562-1563)
- Édit de Saint-Germain (1562)
- Massacre de Wassy (1562)
- Toulouse (1562)
- Vergt (1562)
- Rouen (1562)
- Dreux (1562)
- Orléans (1563)
- Paix d'Amboise (1563)

Deuxième guerre de Religion (1567-1568)
- Surprise de Meaux (1567)
- Michelade (1567)
- Saint-Denis (1567)
- Chartres (1568)
- Paix de Longjumeau (1568)

Troisième guerre de Religion (1568-1570)
- Jarnac (1569)
- La Roche-l'Abeille (1569)
- Poitiers (1569)
- Orthez (1569)
- Montcontour (1569)
- Saint-Jean-d'Angély (1569)
- Arnay-le-Duc (1570)
- Rabastens (1570)
- Paix de Saint-Germain-en-Laye (1570)

Quatrième guerre de Religion (1572-1573)
- Saint-Barthélemy (1572)
- Sancerre (1572-1573)
- Sommières (1573)
- La Rochelle (1573)

Cinquième guerre de Religion (1574-1576)
- Dormans (1575)
- Édit de Beaulieu (1576)

Sixième guerre de Religion (1577)
- Paix de Bergerac (1577)
- Édit de Poitiers (1577)

Septième guerre de Religion (1579-1580)
- Traité de Nérac (1579)
- Paix du Fleix (1580)

Huitième guerre de Religion (1585-1598) 
Guerre des Trois Henri

- Traité de Joinville (1584)
- Édit de Nemours (1585)
- Jarrie (1587)
- Coutras (1587)
- Vimory (1587)
- Auneau (1587)
- Journée des Barricades (1588)
- Arques (1589)
- Ivry (1590)
- Paris (1590)
- Journée des Farines (1591)
- Chartes (1591)
- Poncharra (1591)
- Châtillon (1591)
- Rouen (1591-1592)
- Craon (1592)
- Port-Ringeard (1593)
- Fort Crozon (1594)
- Fontaine-Française (1595)
- Doullens (1595)
- Amiens (1597)
- Édit de Nantes (1598)

Rébellions huguenotes (1621-1629)
- Saumur (1621)
- Saint-Jean-d'Angély (1621)
- La Rochelle (1621)
- Montauban (1621)
- Riez (1622)
- Royan (1622)
- Sainte-Foy (1622)
- Nègrepelisse (1622)
- Saint-Antonin (1622)
- Montpellier (1622)
- Saint-Martin-de-Ré (1622)
- Traité de Montpellier (1622)
- Blavet (1625)
- Île de Ré (1625)
- Traité de Paris (1626)
- Saint-Martin-de-Ré (1627)
- La Rochelle (1627-1628)
- Privas (1629)
- Alès (1629)
- Montauban (1629)
- Paix d'Alès (1629)

Révocation de l'édit de Nantes (1685)
La bataille de Pamproux est un affrontement armé entre catholiques et protestants en France ; la bataille se déroule le 30 octobre 1569 près de Pamproux, dans le Poitou. Les forces royalistes catholiques, dirigées par le seigneur de Tavannes, s'opposent aux troupes huguenotes du prince de Condé. C'est un tournant décisif dans les guerres de Religion en France, où l'armée royale parvient à repousser les huguenots grâce à la stratégie et à la détermination de leur commandant.

## Contexte
La France, en proie aux guerres de religion entre catholiques et protestants, vit une période de tensions extrêmes au cours du XVIe siècle. La bataille de Pamproux s'inscrit dans un contexte où les huguenots cherchent à étendre leur influence sur le sud-ouest du pays, tandis que la monarchie catholique tente de préserver l'intégrité du royaume sous l'autorité du roi Charles IX.

## Déroulement de la bataille
Le 30 octobre 1569, les huguenots, menés par le prince de Condé, attaquent l'armée royale dans la région de Pamproux. Bien que les forces huguenotes soient supérieures en nombre, les troupes du seigneur de Tavannes réussissent à organiser une contre-offensive décisive, infligeant de lourdes pertes à l'ennemi et capturant de nombreux soldats huguenots. Grâce à des manœuvres tactiques et un excellent commandement, l'armée royale parvient à assurer la victoire.

## Le rôle du seigneur de Tavannes
Le seigneur de Tavannes joue un rôle clé dans la victoire royale à Pamproux. Son habileté à gérer les troupes, à faire face à une situation difficile et à maintenir la discipline sur le champ de bataille est déterminante. Il ordonne une retraite stratégique qui permet aux forces royalistes de se regrouper et de lancer une attaque finale dévastatrice contre l'armée huguenote.

## Conséquences
La victoire à Pamproux consolide la position des royalistes dans la guerre de religion et affaiblit l'influence des huguenots dans le Poitou. La défaite des huguenots est un coup dur pour le prince de Condé et ses alliés, mais elle ne met pas fin aux combats, qui se poursuivent jusqu'à la paix de Saint-Germain-en-Laye en 1570.